# إلياس شتاين (رياضياتي)
الياس شتاين (بالإنجليزية: Elias M. Stein) (و. 1931 – 2018 م) هو رياضياتي، وأستاذ جامعي أمريكي، ولد في أنتويرب، كان عضوًا في مجتمع الرياضيات الأمريكي، والأكاديمية الوطنية للعلوم، والأكاديمية الأمريكية للفنون والعلوم، توفي في مقاطعة سومرست، عن عمر يناهز 87 عاماً.

## التعليم
تعلم في جامعة شيكاغو، وثانوية ستايفسنت ‏.

## جوائز
حصل على جوائز منها:
- قلادة العلوم الوطنية (2001)
- جائزة وولف في الرياضيات (1999)
- جائزة رولف شوك في الرياضيات  [لغات أخرى]‏ (1993)
- زمالة غوغنهايم
- جائزة هومبولت
- جائزة الإدارة لألكسندر فون همبولت
- زميل الجمعية الأمريكية للرياضيات.